# Tiger of Sweden
Tiger of Sweden est une marque de textile suédoise.

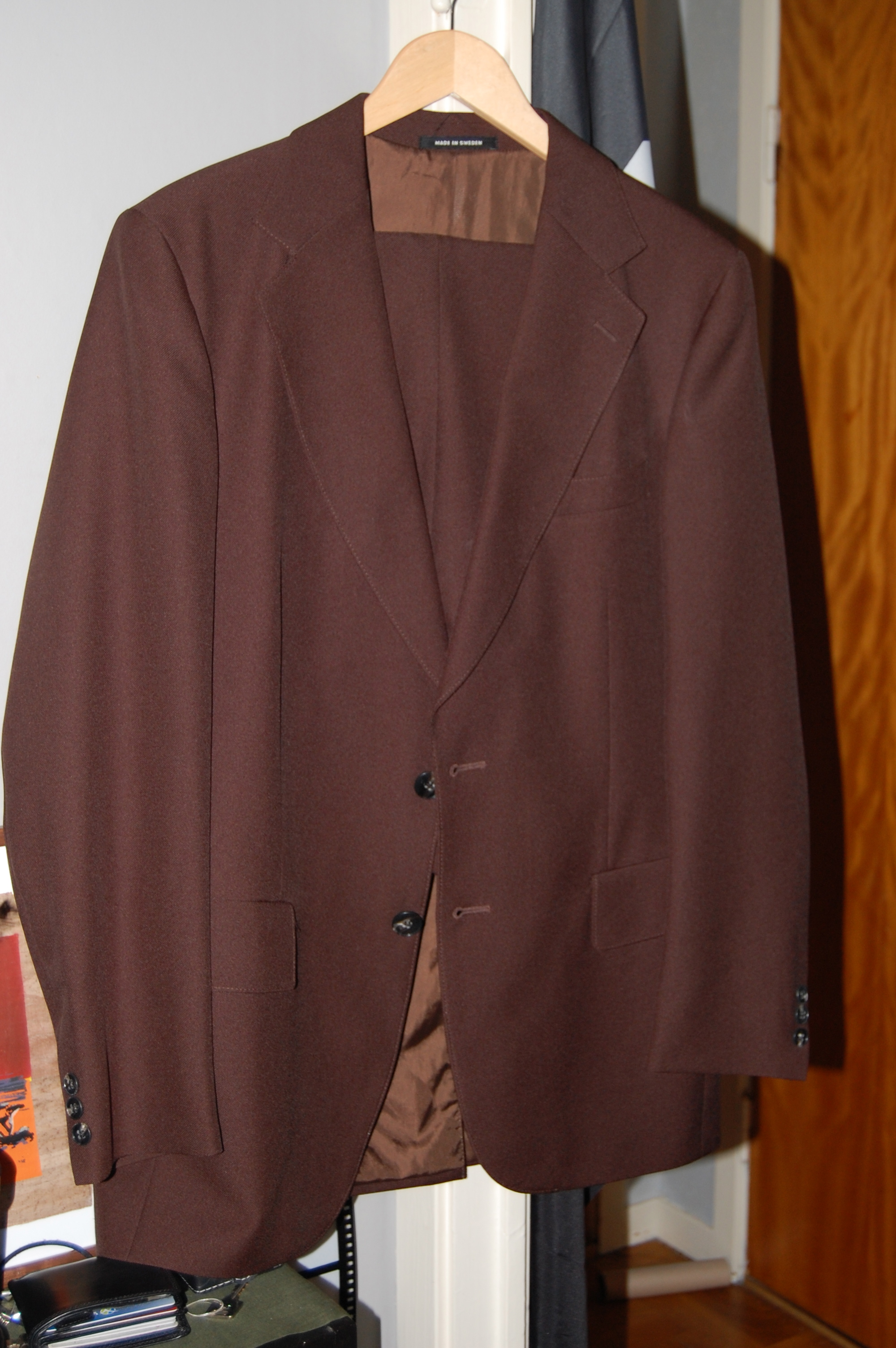
Costume Tiger of Sweden

## Histoire
Tiger of Sweden a été fondée en 1903 à Uddevalla, en Suède, par les tailleurs Markus Schwarmann et Hjalmar Nordström. Il s'agit initialement d'une marque de vêtements pour hommes.
La société a été vendue à la société danoise IC Companys en 2003 et constitue une des marques phares de ce groupe, et une des plus rentables. Les collections sont désormais diffusées dans plusieurs pays d'Europe, dont la France, aux États-Unis et au Canada.

## Gamme de produits et style
Sa gamme de produits comprend aujourd'hui des vêtements, des chaussures et des lunettes. Tiger of Sweden a trois marques principales : Hommes, Femmes & Jeans Collection. Elle est positionnée sur le haut de gamme. Ses collections sont caractérisées par une sobriété des lignes, et un peu plus d’excentricité dans les détails.